# Center for International Higher Education
Das Center for International Higher Education (CIHE), gegründet 1995, ist eine Forschungseinrichtung für Analysen zur Hochschulbildung. Angegliedert an das Boston College in Chestnut Hill, Massachusetts, fördert das Zentrum auch ausgewählte Forschungsprojekte.

## Ressourcen
Die führende Publikation des Zentrums, International Higher Education, erscheint vierteljährlich und bietet Nachrichten und Analysen zur Hochschulbildung auf der ganzen Welt. Die Artikel decken eine große Bandbreite an für Wissenschaftler, Entscheidungsträger und Praktiker interessanten Themen ab. Die Zeitschrift ist bestrebt, die vorherrschenden Themen der aktuellen internationalen Debatten sowie Länder abzubilden, die in der Forschungsliteratur keine besondere Beachtung finden. IHE wird auch auf Chinesisch, Russisch, Spanisch, Portugiesisch und Vietnamesisch herausgegeben. Als Teil einer bestehenden Partnerschaft ist die Shanghai Jiao Tong Universität für die Übersetzung ins Chinesische verantwortlich. Die russische Higher School of Economics (HSE) verantwortet die Übersetzung der russischen Ausgabe der IHE. Zusätzlich wird sie in englischer Sprache von der Deutschen Universitätszeitung zum Vertrieb in deutschsprachigen Ländern herausgegeben.
Die Bücher des Zentrums beinhalten Studien zu globalen Politik-Trends, zur Entwicklung von Forschungsuniversitäten, zum akademischen Beruf in Entwicklungsländern und Ländern mit mittlerem Einkommen, zu Entwicklungen an asiatischen Universitäten, zur privaten Hochschulbildung in globaler Perspektive und einiges mehr.
Das Zentrum betreibt außerdem eine Website. Diese virtuelle Bibliothek enthält Artikel, Bücher, Podcasts und Links zu ausschließlich online abrufbaren Datenbanken, internationalen Organisationen und Wissenschaftlern, die sich mit den Schlüsselthemen internationaler Hochschulbildung beschäftigen. Die Website beinhaltet ein vollständiges Archiv früherer Themen internationaler Hochschulbildung.
Die speziellen Anliegen von Entwicklungsländern sind von besonderem Interesse – Themen wie länderübergreifende Hochschulbildung, internationale Studenten und Wissenschaftler, weltweiter Handel mit Bildungsdienstleistungen, Reform der Hochschulbildung und so weiter. Das International Network on Higher Education in Africa (INHEA) war eine besondere Initiative der vergangenen Jahre. INHEA ist auf die afrikanische Hochschulbildung ausgerichtet und stellt Informationen und Analysen aus verschiedenen Quellen bereit. Ein weiteres Schwerpunktthema des Zentrums ist das Korruptions-Monitoring. Mit dem Ziel der Trendanalyse untersucht es Vorfälle akademischer Korruption in ihren unterschiedlichen Ausprägungen.
Im Jahr 2010 beteiligte sich das Zentrum in Zusammenarbeit mit der nationalen Forschungsuniversität Higher School of Economics in Russland an einem Forschungsprojekt zu akademischen Gehältern, Vergütung und Verträgen in 28 Ländern.
Das Zentrum erhielt Förderung aus diversen Quellen wie zum Beispiel der Ford Foundation, der Carnegie Corporation of New York, der Toyota Foundation, der MacArthur Foundation, der Rockefeller Foundation und anderen.
Das Zentrum wurde von Philip G. Altbach und J. Donald Monan, Professor SJ der Hochschulbildung am Boston College, gegründet. Nach Altbachs Rücktritt im Jahr 2015 wurde Hans de Wit neuer Direktor.